# الرسالة إلى أهل كولوسي
الرسالة إلى أهل كولوسي هي إحدى رسائل العهد الجديد التي تنسب إلى الرسول بولس، وبحسب التقليد فأن بولس قام بكتابتها أثناء وجوده في السجن في روما عام 62م بالإضافة لكتابته الرسالة إلى أهل أفسس و‌الرسالة إلى أهل فيلبي و‌الرسالة إلى فليمون. بعض الباحثين يعتقدون انها كتبت في ربيع عام 57م.

## مضمون الرسالة
كانت غاية هذه الرسالة هو إجابة كاتبها على تساؤلات الكولوسيين حول مجموعة من التعاليم التي ظهرت بين صفوف أبناء كنيستهم، ويمكن تلخيص تلك التعاليم في النقاط التالية :
- الاعتقاد بصلاح الروح وفساد المادة، جواب الرسالة : الله خلق الكل لمجده [2]
- ضرورة التقييد بطقوس العبادة اليهودية، جواب الرسالة : كانت تلك الطقوس رموز انتهت غايتها بقدوم المسيح [3]
- تقديم فروض العبادة للملائكة، جواب الرسالة : العبادة هي لله وحده [4]
- استحالة أن يكون المسيح إنسانا وإلها، جواب الرسالة : المسيح هو الله الذي ظهر في الجسد [5]
- على الإنسان أن يسعى للحصول على سر المعرفة التي ليست متاحة للجميع وهي تجعل الإنسان كاملا، جواب الرسالة : المسيح هو سر الله الوحيد والذي كشف لجميع البشر وبه يتم الخلاص [6]

## نصوص مختلف فيها
(رسالة إلى أهل كولوسي 2: 11) "وَبِهِ أَيْضًا خُتِنْتُمْ خِتَانًا غَيْرَ مَصْنُوعٍ بِيَدٍ، بِخَلْعِ جِسْمِ خَطَايَا الْبَشَرِيَّةِ، بِخِتَانِ الْمَسِيحِ." التراجم العربي التي كتبت خطايا ''الفانديك'' ''الحياة'' ''المشتركة'' التي حذفت خطايا ''اليسوعية'' المخطوطات التي حذفتها بردية 46 والإسكندرية والفاتيكانية والافرايمية والفجاتا والقبطي الصعيدي
(رسالة إلى أهل كولوسي 1: 14) الَّذِي لَنَا فِيهِ الْفِدَاءُ، بِدَمِهِ غُفْرَانُ الْخَطَايَا. التي لا تحتوي علي بدمه ''الحياة'' ''السارة'' ''اليسوعية'' ''المشتركة'' ''الكاثوليكية'' سبب الحذف قد يكون خطأ من بعض النساخ قديما وانتشر

## مواضيع ذات صلة
- بولس